# Epharmonia ardua
Epharmonia ardua är en fjärilsart som beskrevs av Edward Meyrick 1910. Epharmonia ardua ingår i släktet Epharmonia och familjen Lecithoceridae. Inga underarter finns listade i Catalogue of Life.